# Prosopogryllacris iriomote
Prosopogryllacris iriomote är en insektsart som beskrevs av Andrej Vasiljevitj Gorochov 2002. Prosopogryllacris iriomote ingår i släktet Prosopogryllacris och familjen Gryllacrididae. Inga underarter finns listade i Catalogue of Life.